# Deutsche Rollstuhlbasketballnationalmannschaft der Damen
Die deutsche Rollstuhlbasketballnationalmannschaft der Damen repräsentiert Deutschland im Damen-Rollstuhlbasketball. Sie gewann drei Gold- und vier Silbermedaillen bei Paralympischen Spielen, wurde zehn Mal Europameister und errang bei Weltmeisterschaften fünf Medaillen.

## Aktueller Kader
- Lisa Bergenthal, Doneck Dolphins Trier
- Svenja Erni, Doneck Dolphins Trier
- Vanessa Erskine, Hannover United
- Amanda Fanariotis, RSKV Tübingen
- Mareike Miller, Doneck Dolphins Trier
- Marie Kier, RSB Thuringia Bulls
- Maya Lindholm, BG Baskets Hamburg
- Svenja Mayer, RSV Bayreuth
- Anne Patzwald, Briantea 84 Cantù
- Catharina Weiß, RSV Lahn-Dill
- Nathalie Paßiwan, Doneck Dolphins Trier
- Lilly Sellak, RSV Bayreuth

Stand: März 2024

## Erfolge

### Paralympics
- 1972 – Heidelberg (Deutschland): 4. Platz
- 1976 – Toronto (Kanada): Silber
- 1980 – Arnhem (Niederlande): Gold
- 1984 – Stoke Mandeville (UK): Gold
- 1988 – Seoul (Südkorea): Silber
- 1992 – Barcelona (Spanien): 5. Platz
- 1996 – Atlanta (USA): 7. Platz
- 2000 – Sydney (Australien):  7. Platz
- 2004 – Athen (Griechenland): 4. Platz
- 2008 – Peking (China): Silber
- 2012 – London (UK): Gold
- 2016 – Rio de Janeiro (Brasilien): Silber
- 2020 – Tokio (Japan): 4. Platz

### Weltmeisterschaften
- 1990 – Saint-Étienne (Frankreich): Silber
- 1994 – Stoke Mandeville (UK): 5. Platz
- 1998 – Sydney (Australien): 5. Platz
- 2002 – Kitakyūshū (Japan): 7. Platz
- 2006 – Amsterdam (Niederlande): Bronze
- 2010 – Birmingham (UK): Silber
- 2014 – Toronto (Kanada): Silber
- 2018 – Hamburg (Deutschland): Bronze
- 2023 – Dubai (Vereinigte Arabische Emirate): 4. Platz

### Europameisterschaften
- 1974 – Ploemeur (Frankreich): Gold
- 1987 – Lorient (Frankreich): Gold
- 1989 – Charleville (Frankreich): Silber
- 1991 – El Ferrol (Spanien): Gold
- 1993 – Berlin (Deutschland): Silber
- 1995 – Delden (Niederlande): Silber
- 1997 – Madrid (Spanien): Silber
- 1999 – Roermond (Niederland): Gold
- 2003 – Hamburg (Deutschland): Gold
- 2005 – Villeneuve-d’Ascq (Frankreich): Gold
- 2007 – Wetzlar (Deutschland): Gold
- 2009 – Stoke Mandeville (UK): Gold
- 2011 – Nazareth (Israel): Gold
- 2013 – Frankfurt am Main (Deutschland): Silber
- 2015 – Worcester (UK): Gold
- 2017 – Teneriffa (Spanien): Silber
- 2019 – Rotterdam (Niederlande): Bronze
- 2021 – Madrid (Spanien): 4. Platz
- 2023 – Rotterdam (Niederlande): 4. Platz

Quelle:

## Auszeichnungen
- Sportler des Jahres: 8× Para-Mannschaft des Jahres (2006, 2007, 2008, 2011, 2012, 2014, 2015, 2021)
- Para-Mannschaft des Jahrzehnts (2020)[3]